# Hiatomyia willistoni
Hiatomyia willistoni är en tvåvingeart som först beskrevs av Snow 1895.  Hiatomyia willistoni ingår i släktet Hiatomyia och familjen blomflugor. Inga underarter finns listade i Catalogue of Life.